# Siqueu

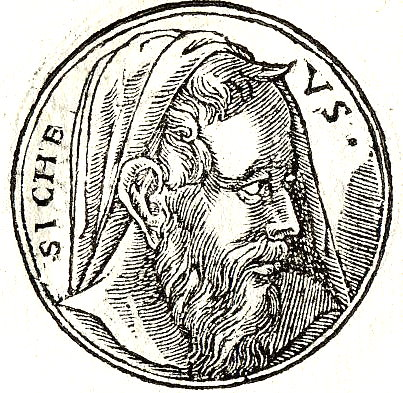
Retrato representando à Acerbas (Siqueu).

Siqueu (Sicheus), personagem da mitologia romana, era tio e marido da rainha de Cartago Dido, e também rei de Tiro e sacerdote de Hércules. Sua história é contada na Eneida (1, 340-369), pelo escritor romano Virgílio.
Os escritores Justino (História Universal, 18, 4-6) e Macróbio (Saturnais, 5, 17, 5-6) dão a Siqueu o nome de Acerbas, ou Sicharbas, e a Dido o nome de Elisa. O escritor latino Sérvio, que fez um comentário da Eneida, diz que os nomes de Justino são mais corretos que os de Virgílio. Segundo ele, o poeta romano, como em outras situações, alterou o nome de uma estrangeira por outro que lhe era mais conveniente.
Segundo a tradição, Siqueu, o mais rico dos fenícios, foi assassinado por Pigmalião, irmão de Dido, para se apoderar de seus tesouros. Algumas semanas depois apareceu à sua mulher em sonho, revelando-lhe o crime do irmão e recomendando-lhe que fugisse.
Dido carregou em segredo os tesouros de Siqueu em navios que foram tomados de Pigmalião e fugiu, acompanhada por nobres tírios descontentes. A lenda conta que durante a viagem, para enganar Pigmalião, ela jogou ostensivamente no mar sacos cheios de areia, mas que dizia cheios de ouro, como oferenda à alma de seu marido.
Em seguida os emigrantes se dirigiram para a África, onde foram bem recebidos pelos nativos, e fundaram a cidade de Cartago.
Dante Alighieri cita o personagem como uma das almas do Inferno, com o nome de Siqueu.